# Batalion KOP „Orany”
Batalion KOP „Orany” – pododdział piechoty, podstawowa jednostka taktyczna Korpusu Ochrony Pogranicza pełniąca służbę ochronną na granicy polsko-litewskiej.

## Geneza
Do czasu zakończenia wojny polsko-bolszewickiej, czyli do jesieni 1920, wschodnią granicę państwa polskiego wyznaczała linia frontu. Dopiero zarządzeniem z 6 listopada 1920 utworzono Kordon Graniczny Ministerstwa Spraw Wojskowych. W połowie stycznia 1921 zmodyfikowano formę ochrony granicy i rozpoczęto organizowanie Kordonu Granicznego Naczelnego Dowództwa WP. Obsadzony on miał być przez żandarmerię polową i oddziały wojskowe. Latem 1921 ochronę granicy wschodniej postanowiło powierzyć Batalionom Celnym.  W Oranach rozmieszczono dowództwo i pododdziały sztabowe 7 batalionu celnego. 
W drugiej połowie 1922 przeprowadzono kolejną reorganizację organów strzegących granicy wschodniej. 1 września 1922 bataliony celne przemianowano na bataliony Straży Granicznej. W rejonie odpowiedzialności przyszłego batalionu KOP „Orany” służbę graniczną pełniły pododdziały 7 batalionu Straży Granicznej. 
Już w następnym zlikwidowano Straż Graniczną, a z dniem 1 lipca 1923 pełnienie służby granicznej na wschodnich rubieżach powierzono Policji Państwowej. 
W sierpniu 1924 podjęto uchwałę o powołaniu Korpusu Ochrony Pogranicza – formacji zorganizowanej na wzór wojskowy, a będącej etacie Ministerstwa Spraw Wewnętrznych.

## Formowanie i zmiany organizacyjne
Na posiedzeniu Politycznego Komitetu Rady Ministrów, w dniach 21-22 sierpnia 1924, zapadła decyzja powołania Korpusu Wojskowej Straży Granicznej. 12 września 1924 Ministerstwo Spraw Wojskowych wydało rozkaz wykonawczy w sprawie utworzenia Korpusu Ochrony Pogranicza, a 17 września instrukcję określającą jego strukturę. W trzecim etapie organizacji KOP sformowano 6 Brygadę Ochrony Pogranicza, a w jej składzie 23 batalion graniczny. Podstawą formowania było rozporządzenie Ministra Spraw Wewnętrznych nr 1099 ze stycznia 1926. Długość ochranianego przez batalion odcinka granicy wynosiła 114 kilometrów, przeciętna długość pododcinka kompanijnego to 28 kilometrów, a strażnicy 6 kilometrów. Odległość dowództwa batalionu od dowództwa brygady wynosiła 135 kilometrów.
W 1926 zorganizowano na szczeblu brygady szkołę podoficerską dla niezawodowych podoficerów piechoty. Szkoła 6 Brygady OP stacjonowała w Olkienikach przy 23 batalionie granicznym.
Latem 1928 zlikwidowana została szkoła podoficerska. W jej miejsce, oraz w miejsce identycznych szkół funkcjonujących w pozostałych brygadach, w twierdzy Osowiec utworzony został batalion szkolny KOP.
W lipcu 1929 przyjęto zasadę, że bataliony przyjmą nazwę miejscowości będącej miejscem ich stacjonowania. Obok nazwy geograficznej, do 1931 stosowano również numer batalionu. W tym czasie batalion na uzbrojeniu posiadał 1116 karabinów Berthier wz.1916, 76 lekkich karabinów maszynowych Bergmann wz. 1915 i 4 ciężkie karabiny maszynowe Hotchkiss wz.1914.
W 1930 z inicjatywy ówczesnego dowódcy baonu, podpułkownika Edwarda Perkowicza na terenie koszarach w Oranach zostało zorganizowane miejscowe koło Polskiego Białego Krzyża, do którego włączono istniejący od maja 1929 garnizonowy teatr amatorski. Kierowniczką teatru była Felicja Bunclerowa.
W wyniku reorganizacji batalionu w 1931, w miejsce istniejących plutonów karabinów maszynowych, utworzono kompanię karabinów maszynowych. Rozwinięto też kadry kompanii szkolnej do pełnoetatowej kompanii odwodowej. Po przeprowadzonej reorganizacji „R.2” batalion składał się z dowództwa batalionu, plutonu łączności, kompanii karabinów maszynowych, trzech kompanii odwodowych i czterech kompanii granicznych.
W listopadzie 1936 batalion etatowo liczył 26 oficerów, 88 podoficerów, 35 nadterminowych i 817 żołnierzy służby zasadniczej.
Rozkazem dowódcy KOP z 23 lutego 1937 została zapoczątkowana pierwsza faza reorganizacji Korpusu Ochrony Pogranicza „R.3”. Batalion otrzymał nowy etat. Był jednostką administracyjną dla dowództwa Brygady KOP „Grodno”, szwadronu kawalerii KOP „Okleniki”, kompanii saperów KOP „Grodno”, I rejonu intendentury KOP, placówki wywiadowczej KOP nr 1, plutonu żandarmerii KOP „Grodno”, posterunku żandarmerii KOP „Druskieniki” i posterunku żandarmerii KOP „Orany”.
Zarządzeniem dowódcy KOP gen. bryg. Jana Kruszewskiego w sprawie zmian w kwatermistrzostwie KOP, dniem 1 kwietnia 1939 utworzono w batalionie etat oficera ewidencyjno-personalnego w stopniu kapitana. Oficer ten był faktycznie oficerem mobilizacyjnym baonu.
Z dniem 15 maja 1939 batalion stał się oddziałem gospodarczym. Stanowisko kwatermistrza batalionu przemianowane zostało na stanowisko zastępcy dowódcy batalionu do spraw gospodarczych, płatnika na stanowisko oficera gospodarczego, zastępcy oficera materiałowego dla spraw uzbrojenia na zbrojmistrza, zastępcy oficera materiałowego dla spraw żywnościowych na oficera żywnościowego.

## Służba graniczna
Batalion graniczny był podstawową jednostką taktyczną Korpusu Ochrony Pogranicza przeznaczoną do pełnienia służby ochronnej na powierzonym mu odcinku granicy polsko-litewskiej, wydzielonym z pasa ochronnego brygady. Odcinek batalionu dzielił się na pododcinki kompanii, a te z kolei na pododcinki strażnic, które były „zasadniczymi jednostkami pełniącymi służbę ochronną”, w sile półplutonu. Służba ochronna pełniona była systemem zmiennym, polegającym na stałym patrolowaniu strefy nadgranicznej i tyłowej, wystawianiu posterunków alarmowych, obserwacyjnych i kontrolnych stałych, patrolowaniu i organizowaniu zasadzek w miejscach rozpoznanych jako niebezpieczne, kontrolowaniu dokumentów i zatrzymywaniu osób podejrzanych, a także utrzymywaniu ścisłej łączności między oddziałami i władzami administracyjnymi.
Batalion graniczny KOP „Orany” w 1934 ochraniał odcinek granicy państwowej szerokości 125 kilometrów 820 metrów. Po odtworzeniu w 1939, batalion ochraniał granicę długości 125 kilometrów 82 metrów.
Bataliony sąsiednie:
- batalion KOP „Sejny” ⇔ batalion KOP „Troki”

## Mobilizacja batalionu
Batalion KOP „Orany” był jednostką mobilizującą. Zgodnie z planem mobilizacyjnym „W”, batalion mobilizował, w mobilizacji alarmowej, w grupie jednostek oznaczonych kolorem żółtym:
- w Oranach - dowództwo i organa kwatermistrzowskie jednostek pozabatalionowych 134 pułku piechoty oraz wchodzące w jego skład pododdziały: kompanię gospodarczą, pluton pionierów, pluton przeciwgazowy, pluton łączności pułku i pluton łączności I batalionu,
- w Porzeczu - I batalion 134 pp i kompanię przeciwpancerną 134 pp
- w Olkienikach - Szwadron Kawalerii KOP „Olkieniki” i kompanię zwiadu 134 pp[30].

Zawiązki dla pododdziałów formowanych w Oranach wydzielała 1 kompania odwodowa i 3 kompania graniczna oraz pluton łączności, pluton pionierów i pluton gospodarczy. Zawiązki dla pododdziałów mobilizowanych w Porzeczu wydzieliła 3 kompania odwodowa i kompania karabinów maszynowych oraz pluton przeciwpancerny i pozostałe kompanie graniczne i odwodowe. Zawiązki dla kompanii zwiadu w Olkienikach wydzielała 2 kompania odwodowa i tamtejszy szwadron kawalerii.
Mobilizacja rozpoczęła się 24 sierpnia 1939 o godz. 5.00 i zakończyła dwa dni później osiągnięciem pogotowia marszowego. Przebiegiem mobilizacji kierował zastępca dowódcy batalionu major Tadeusz Hordt, który zgodnie z przydziałem objął dowództwo I/134 pp. On też odebrał przysięgę od wszystkich żołnierzy zmobilizowanego batalionu. W ocenie majora Hordta „wartość moralna i wojskowa baonu [była] bardzo duża. Oddział z piękną tradycją KOP-u przedstawiał dużą wartość bojową. Ponad 50% żołnierzy to służba czynna, niektóre oddziały składały się tylko z szereg[owych] służby czynnej jak np. plut[on] łączn[ości] pułku, plut[on] łączn[ości] I/134 pp. Rezerwiści, ogólnie znani żołnierzom służby czynnej, ponieważ byli niejako sąsiadami i często spotykali się”.
Zmobilizowany w 1939 batalion został włączony w struktury rezerwowej 33 Dywizji Piechoty jako I batalion 134 pułku piechoty, dzieląc losy innych jednostek SGO „Narew”.
Po odejściu batalionu przeznaczonego dla 33 Dywizji Piechoty garnizon jednostki w Oranach wyposażył i doprowadził do stanu etatowego (poprzez wcielenie nowych rekrutów i rezerwistów) jednostkę na nowo od podstaw. Batalion wszedł w skład pułku KOP „Wilno”. Po odtworzeniu batalion ochraniał granicę z Litwą o długości 125,82 km. Po 17 września 1939 brał udział w obronie ówczesnej wschodniej granicy państwa przed radzieckim agresorem.

## Walki batalionu
17 września 1939 znad granicy litewskiej do Wilna zostały ściągnięte trzy baony graniczne pułku KOP „Wilno”: „Orany”, „Troki” i „Niemenczyn”. Baon KOP „Orany” zajął pozycje na południe od cmentarza na Rossie w kierunku na Lidę. Po 17:00 18 września od strony południowo-wschodniej podeszły pododdziały zbiorczej brygady czołgów płk. Mirosznikowa. Sowiecki 8 pułk czołgów atakujący od południa, po kilkudziesięciominutowej walce z kompanią „Olkienniki” kpt. Antoniego Kwiatkowskiego, o 20:00 zajął południowo-wschodni skraj Wilna pozostając tam do rana 19 września.
Tak walkę opisuje dowódca kompanii odwodowej baonu KOP „Troki” kpt. Jerzy Gędzierski:

O 17:30, w czasie wydawania kolacji, podbiegł do mnie porucznik nieznany mi i zameldował, że z rozkazu dowódcy Obozu Warownego wojska, które jest na Rossie, ma natychmiast przejść na ulicę Beliny, gdyż tam idą czołgi bolszewickie. [...] W czasie drogi usłyszałem na ulicy Beliny kilka wybuchów granatów w rejonie kompanii „Olkienniki” kpt. Kwiatkowskiego. Wyjechało 3 czołgi, które przypuszczalnie ze względu na ciemność nie zauważyły kompanii. Nie kazałem strzelać ze względu na fatalne położenie kompanii, czołgi pojechały w kierunku Ostrej Bramy. Wysłany patrol zameldował mi, że kpt. Kwiatkowski jest ciężko ranny, a kompania jego wobec czołgów jest bezsilna, w głębi na szosie stoi kilkadziesiąt czołgów.

Bataliony pułku KOP „Wilno” znalazły się w trudnym położeniu. Pozbawione broni przeciwpancernej były bezbronne wobec nacierających czołgów. Dowódca pułku ppłk Kazimierz Kardaszewicz wyprowadził z miasta baony „Orany" i „Niemenczyn". Wycofujący się z Wilna baon KOP „Orany" w rejonie miejscowości Zawias wszedł w skład zgrupowania płk. Kazimierza Rybickiego, z którym ruszył w kierunku Grodna. 21 września pod Oranami stoczył ponad dwugodzinną walkę z czołgami i piechotą nieprzyjaciela ze 100 DS. Po wyjściu z okrążenia, batalion dotarł do Marcińkaniec. Wobec upadku Grodna, 22 września przekroczył granicę.

## Struktura organizacyjna batalionu
Kompanie graniczne w 1930
- 1 kompania graniczna KOP „Orany”
- 2 kompania graniczna KOP „Druskienniki”
- 3 kompania graniczna KOP „Marcinkańce”
- 4 kompania graniczna KOP „Wójtowo”
- 5 kompania graniczna KOP „Olkieniki”
- 6 kompania graniczna KOP „Porzecze”

Organizacja batalionu w 1934:
- dowództwo batalionu
- pluton łączności
- 1 kompania odwodowa Orany
- 2 kompania odwodowa Olkieniki
- 3 kompania odwodowa Porzecze
- kompania karabinów maszynowych Porzecze
- 1 kompania graniczna KOP „Druskienniki”
- 2 kompania graniczna KOP „Marcinkańce”
- 3 kompania graniczna KOP „Orany”
- 4 kompania graniczna KOP „Wójtowo”

Pokojowa organizacja batalionu w 1939
- Dowództwo batalionu KOP „Orany”
- kompania graniczna KOP „Orany”
- kompania graniczna KOP „Druskienniki”
- kompania graniczna KOP „Marcinkańce”
- kompania graniczna KOP „Olkieniki”
- kompania odwodowa „Orany”
- kompania odwodowa „Olkieniki”
- kompania odwodowa „Porzecze” w Porzeczu
- kompania karabinów maszynowych w Porzeczu
- pluton przeciwpancerny w Porzeczu
- pluton łączności w Oranach
- pluton pionierów w Grodnie przy ksap KOP „Grodno”
- pluton gospodarczy w Oranach

Batalion w sierpniu 1939 liczył około 1000 żołnierzy.

## Żołnierze batalionu
| stopień            | imię i nazwisko            | okres pełnienia służby  | kolejne stanowisko             |
| ------------------ | -------------------------- | ----------------------- | ------------------------------ |
| ppłk piech.        | Konstanty Pereświet-Sołtan | 1926 - 29 I 1929        | dowódca 30 pp                  |
| ppłk dypl.         | Edward Perkowicz           | 14 II 1929 – 9 XII 1930 | stan nieczynny                 |
|                    | ?                          | XII 1930 - IX 1931      |                                |
| ppłk dypl.         | Edward Perkowicz           | 1 X 1931 – 23 III 1932  | szef sztabu DOK III            |
| ppłk               | Kazimierz Czarnecki        | 24 III 1932 – V 1935    |                                |
| ppłk               | Władysław Żabiński         | V 1935 – IX 1938        | komendant KRU Mińsk Mazowiecki |
| mjr                | Kazimierz Kardaszewicz     | 15 VII 1938 – 1939      |                                |
| kpt. adm. (piech.) | Stanisław Getter           | 1939                    |                                |

Obsada personalna we wrześniu 1928
- dowódca batalionu – ppłk Konstanty Pereświet-Sołtan
- adiutant batalionu – kpt. Józef Maciejowski
- kwatermistrz – kpt. Józef Sokołowski
- płatnik – kpt. Zdzisław Cześnik
- oficer materiałowy – por. Stanisław Bielecki
- oficer żywnościowy – por. Franciszek Chmura
- oficer wywiadowczy – por. Henryk Leśkiewicz
- lekarz – por. Wacław Iwanowski
- dowódca kompanii szkolnej – kpt. Alojzy Brzozowski
- dowódca plutonu łączności – por. Tadeusz Błoński
- dowódca 1 kompanii granicznej – kpt. Kazimierz Buncler
- dowódca 2 kompanii granicznej – kpt. Jan Zdanowicz
- dowódca 3 kompanii granicznej – kpt. Stanisław Koziar
- dowódca 4 kompanii granicznej – kpt. Dyzman Pogodziński
- dowódca 5 kompanii granicznej – kpt. Stanisław Wysocki

Obsada personalna w 1934
- dowódca batalionu – ppłk Kazimierz Czarnecki
- adiutant batalionu – kpt. Izasław Duda
- kwatermistrz – kpt. Feliks Chmielewski
- oficer materiałowy – por. Władysław Karbowski
- płatnik – por. Aleksander Siwkowski
- lekarz – kpt. Jan Kuśnierczyk
- dowódca plutonu łączności – por. Bolesław Jagoszewski
- dowódca 1 kompanii odwodowej – kpt. Kazimierz Drożyński
- dowódca 2 kompanii odwodowej – kpt. Hubert Feliks Klemens
- dowódca 3 kompanii odwodowej – kpt. Jan Gosiewski
- dowódca kompanii karabinów maszynowych – kpt. Michał II Mikulski
- dowódca 1 kompanii granicznej – kpt. Tadeusz II Marek
- dowódca 2 kompanii granicznej – kpt. Ludwik Bałos
- dowódca 3 kompanii granicznej – kpt. Leon Żbik
- dowódca 4 kompanii granicznej – kpt. Władysław Moykowski
- komendant powiatowy pasa granicznego PW – por. Jan Banaszewski

Obsada personalna batalionu w czerwcu 1939
- dowódca batalionu – mjr Kazimierz Stanisław Kardaszewicz
- zastępca dowódcy – mjr Jan Ewangelista Klemens Zgrzebnicki[d]
- adiutant batalionu – kpt. Kazimierz Tomasz Grabowski[e]
- kwatermistrz - kpt. adm. (piech.) Stanisław Getter
- lekarz - kpt. lek. dr Stanisław Bohdan Godorowski
- oficer materiałowy - por. Gustaw Józef Ropek
- oficer płatnik - kpt. int. Wacław Damian Szklarski
- dowódca 1 kompanii granicznej – kpt. Hubert Feliks Klemens[f]
- dowódca 2 kompanii granicznej – kpt. Wacław Szylko[g]
- dowódca 3 kompanii granicznej – kpt. Józef II Śmiałowski[h]
- dowódca 4 kompanii granicznej – mjr Tadeusz Hordt
- dowódca 1 kompanii odwodowej – por. Stanisław Rydzewski[i]
- dowódca 2 kompanii odwodowej – kpt. Stanisław Stefański[j]
- dowódca 3 kompanii odwodowej – kpt. Jan Świętochowski[k]
- dowódca kompanii karabinów maszynowych – por. Jan Mihułka[l]
- dowódca plutonu łączności – por. Jerzy Włodzimierz Karasiński[m]

### Żołnierze batalionu – ofiary zbrodni katyńskiej
Biogramy zamordowanych znajdują się na stronie internetowej Muzeum Katyńskiego
| Nazwisko i imię     | stopień              | zawód                 | miejsce pracy przed mobilizacją | zamordowany |
| ------------------- | -------------------- | --------------------- | ------------------------------- | ----------- |
| Wróbel Zygmunt      | podporucznik rezerwy |                       | PKP w Białymstoku               | Katyń       |
| Zieliński Stanisław | podporucznik rezerwy | technik włókiennictwa |                                 | Katyń       |
| Łukaszewicz Wilhelm | porucznik rezerwy    | nauczyciel            |                                 | Charków     |
| Mazur Aleksander    | podporucznik rezerwy | nauczyciel            | szkoła powszechna               | Charków     |
| Murczak Jakub       | starszy sierżant     | żołnierz zawodowy     |                                 | Kalinin     |